# Maximilian II. Joseph

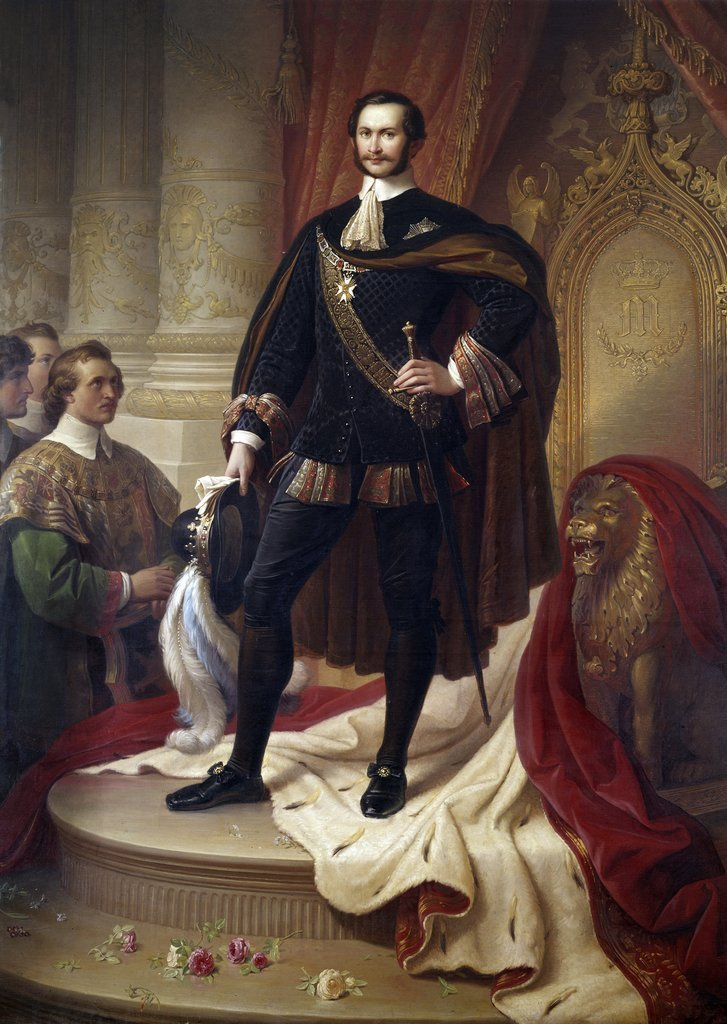
König Maximilian II. von Bayern, Gemälde von Julius Zimmermann, ca. 1854 (Darstellung mit Collane und Stern des Hubertusordens)

Maximilian II. Joseph von Bayern (* 28. November 1811 in München; † 10. März 1864 ebenda) aus dem Haus Wittelsbach war von 1848 bis 1864 König von Bayern. Er war verheiratet mit Marie Friederike von Preußen, aus dieser Ehe gingen die späteren bayerischen Könige Ludwig II. und Otto I. hervor. Seine jüngeren Brüder waren König Otto von Griechenland und Prinzregent Luitpold von Bayern. Unter Maximilian kam es trotz Rückschlägen wie dem Aufstand in der Pfalz zu einer vorsichtigen Liberalisierung, und die Ministerverantwortlichkeit wurde eingeführt. Der König ging besonders als Förderer der Künste, der Wissenschaften und der Volkskultur in die Geschichte ein, auch der Maximilianstil ist nach ihm benannt.

## Kindheit und Jugend

### Herkunft
Er war der älteste Sohn von Kronprinz Ludwig und dessen Frau Therese von Sachsen-Hildburghausen. Maximilian kam auf ausdrücklichen Wunsch seines gleichnamigen Großvaters als erster Wittelsbacher Thronfolger aus der Königslinie in München zur Welt, obwohl seine Eltern damals in Salzburg residierten. Maximilians Privatlehrer wurde Freiherr Joseph von Hormayr, der sein Interesse an Geschichte weckte und in Opposition zu Metternich gegen die Habsburgermonarchie eingestellt war.

### Kronprinz

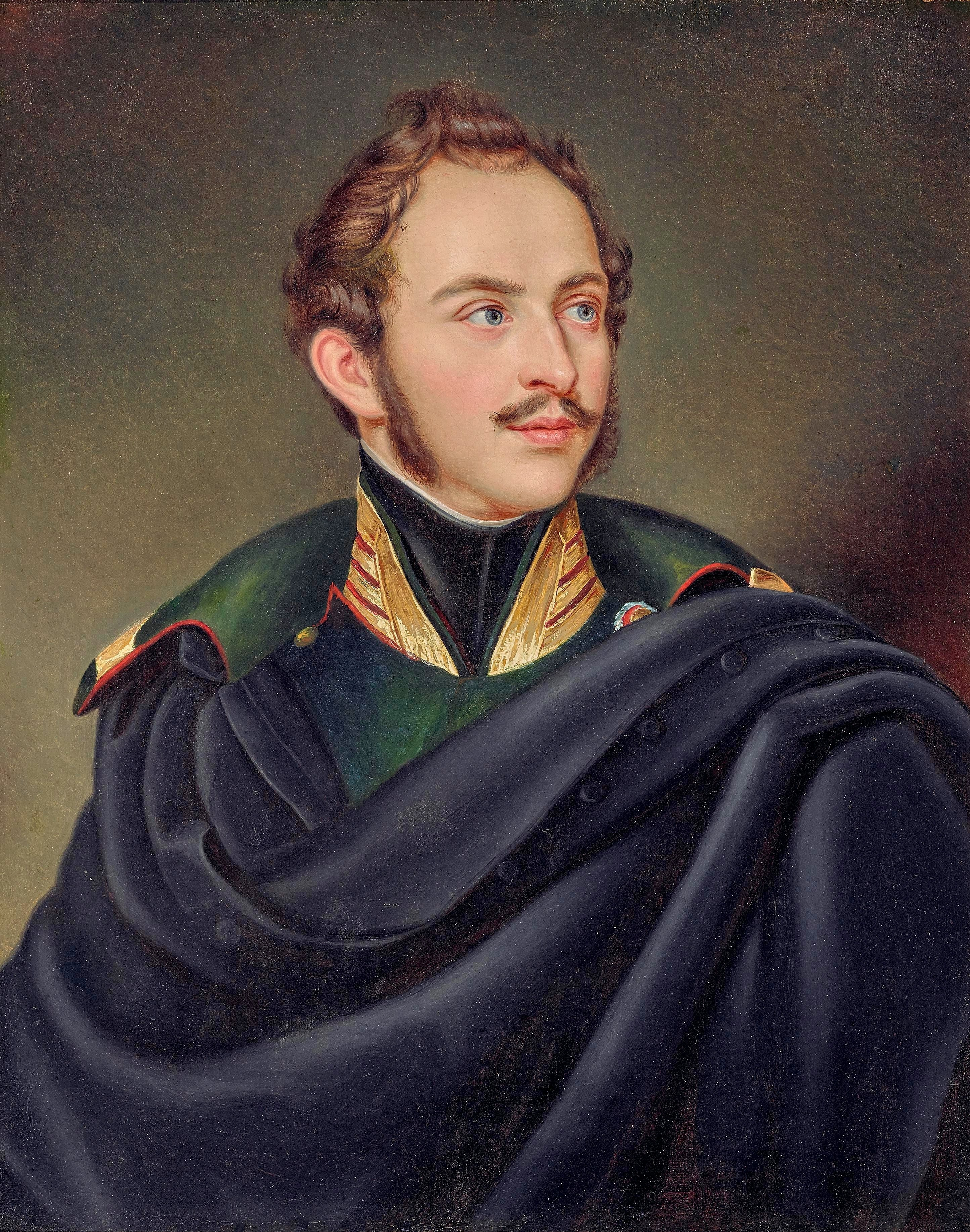
Kronprinz Maximilian, Gemälde von J. Stieler

1825 wurde Maximilian mit dem Regierungsantritt seines Vaters bayerischer Kronprinz. 1829 bis 1830 studierte er an der Universität Göttingen und 1830 bis 1831 an der Friedrich-Wilhelms-Universität zu Berlin, wo er besonders Vorlesungen in Geschichte und Staatsrecht besuchte. Maximilian war Schüler der Gelehrten Friedrich Dahlmann und Arnold Heeren in Göttingen, Friedrich von Raumer und Leopold von Ranke in Berlin sowie Friedrich Wilhelm Joseph Schelling in München. Sein Geschichtsverständnis war stark von ihnen geprägt. 1830 wurde er zum Ehrenmitglied der Bayerischen Akademie der Wissenschaften ernannt.
Bei einer Fußwanderung im April 1829 sah Maximilian die baufällige Ruine von Schloss Hohenschwangau. Er kaufte sie im Oktober 1832 und ließ sie von Domenico Quaglio als Sommerresidenz wiederaufbauen. Das Schloss wurde Vorbild für die Märchenschlösser seines Sohnes Ludwig II. 1842 machten die königstreuen Eigentümer auch die Burgruine des Hambacher Schlosses dem bayerischen Kronprinzen zum Hochzeitsgeschenk, das daraufhin wieder aufgebaut wurde.
Im Jahr 1838 war es zu Verstimmungen mit dem russischen Zaren Nikolaus I. gekommen, der sich wünschte, dass seine Tochter Olga mit dem bayerischen Thronfolger Maximilian vermählt werden sollte. Ludwig I. und die Königin sowie Maximilian selbst, der für Olga nach einem Treffen in Berlin nichts empfand, lehnten jedoch ab. 1844 plante der Zar eine Kur in Bad Kissingen und wünschte sich „keinerlei Sendungen“ durch den bayerischen Hof. Der abwesende Ludwig beauftragte seine Gemahlin, zunächst doch wenigstens ein durch sie unterzeichnetes „Komplimentenschreiben“ für Nikolaus aufzusetzen, verwarf diesen Plan aber wieder. Therese beriet sich in dieser Angelegenheit mit den Ministern Gise und Abel.
Während seiner Kronprinzenzeit unternahm Maximilian in Europa weite Reisen, die ihn unter anderem nach Griechenland, Italien und England führten, was zu Kritik führte. Maximilian gehörte seit seiner Volljährigkeit auch der Kammer der Reichsräte an, wie für bayerische Prinzen üblich. Er blieb aber der Ständeversammlung absichtlich fern, denn dort hätte er zur Politik seines Vaters Stellung beziehen müssen, was er so lange wie möglich vermied.

### Vermählung

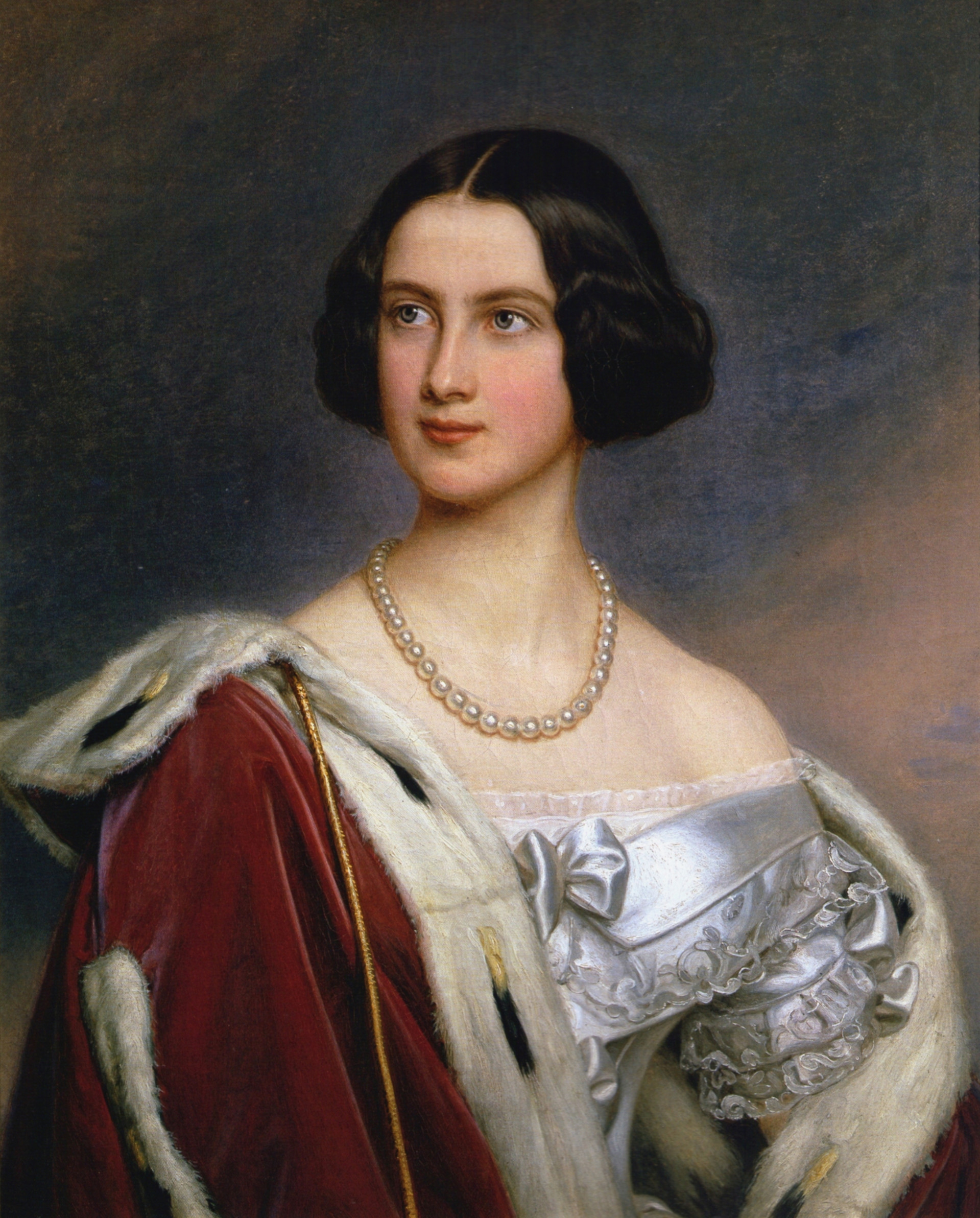
Die spätere Königin Marie von Bayern, Gemälde von J. Stieler

Im Dezember 1841 hatte sich der dreißigjährige Kronprinz Maximilian entschlossen, die sechzehnjährige Hohenzollern-Prinzessin Marie zu heiraten. Die für den Januar 1842 angesetzte Verlobung in Berlin musste verschoben werden, da die Braut an Masern erkrankt war. Und bevor an eine Hochzeitsfeier gedacht werden konnte, stand noch ein weiteres Fest an, die Konfirmation der Braut. An der Zeremonie in der Dorfkirche in Fischbach nahm zu ihrer Freude neben König Friedrich Wilhelm IV. und Königin Elisabeth Ludovika auch deren Neffe, Maries katholischer Bräutigam Maximilian teil.
Die feierliche evangelische Prokurativtrauung der Prinzessin mit dem Kronprinzen Maximilian von Bayern fand am 5. Oktober 1842 in Berlin statt. An der Seite der Braut stand also nicht ihr zukünftiger Ehemann, sondern Wilhelm Prinz von Preußen als Vertreter des bayerischen Kronprinzen. Hatte die Heirat von Maximilians Tante Elisabeth Ludovika mit dem späteren preußischen König Friedrich Wilhelm IV. 1823 noch vierjähriger diplomatischer Verhandlungen wegen der Konfessionsverschiedenheit bedurft, wurde Marie die Beibehaltung ihrer evangelischen Konfession nun unproblematisch gestattet. Beide Königinnen konvertierten erst in späteren Jahren zur Konfession ihres jeweiligen Mannes.

## König

### Thronbesteigung

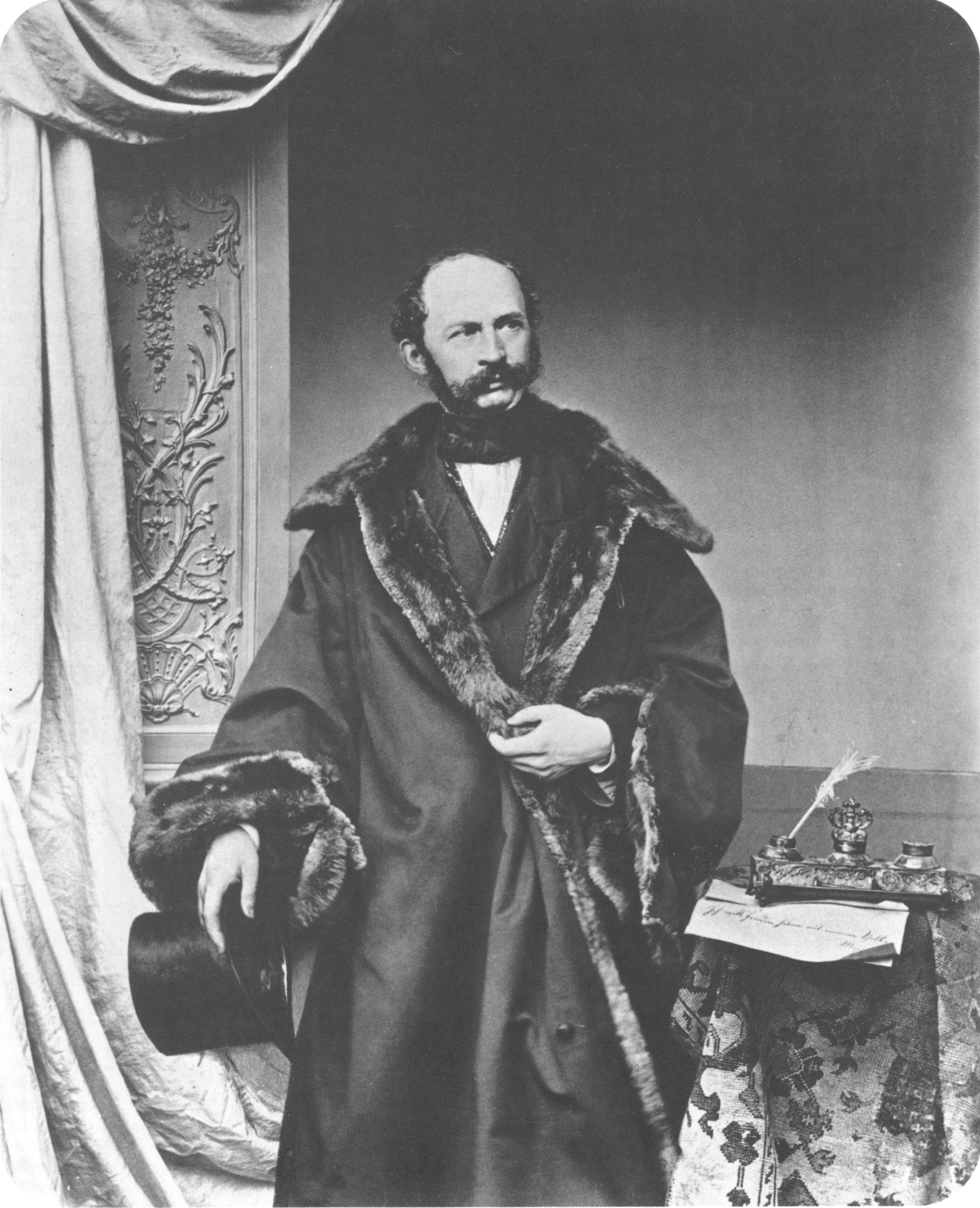
König Maximilian II. von Bayern, Foto von F. Hanfstaengl (ca. 1860)

Im Jahre 1846 kam die irische Tänzerin Lola Montez nach München und wurde bald nach einer ihr gewährten Audienz zur Geliebten König Ludwigs. Die Königin Therese reagierte auf das Verhältnis mit der „Spanierin“ angespannt und brachte Diplomaten in Verlegenheit, indem sie im Theater und an der Tafel, für die Öffentlichkeit gut sichtbar, ihrem Gemahl fernblieb. Montez, die vom König fast täglich besucht wurde, schrieb sich in eine genehmigte Studentenverbindung ein. Als es ihretwegen an der Universität zu Unruhen kam, ordnete der König am 9. Februar 1848 die sofortige Schließung der Universität an. Daraufhin kam es zu Protesten, auf Grund deren Ludwig die Universität am 10. Februar wieder öffnen und Montez ausweisen ließ. Am 11. Februar verließ die Tänzerin die Stadt. Trotzdem folgte am 4. März 1848 der Sturm auf das Zeughaus, die Menge bewaffnete sich mit dem dort eingelagerten Kriegsgerät und zog in Richtung Residenz. Preissteigerungen erregten neben dem absolutistischen Gebaren des liebestrunkenen Monarchen zusätzlichen Unmut. Daraufhin stellten sich seine Familie und die konservativen Kreise gegen Ludwig. Die Minister sympathisierten mit dem Volk. König Ludwig musste am 6. März die sogenannte Märzproklamation (die ihm regelrecht von seinem Minister Oettingen-Wallerstein als Reaktion auf die Unruhen und Demonstrationen diktiert worden war) mit erheblichen Zugeständnissen unterschreiben.
In dieser Proklamation bekannte er, umgehend die Ständeversammlung einzuberufen und Reformen zu veranlassen, und noch am selben Tag wurde die Armee auf die Verfassung vereidigt. Ludwig berief den Bürgermeister von Regensburg Gottlieb von Thon-Dittmer zum Verwalter des Innenministeriums mit dem Auftrag, ein Märzministerium zu bilden und die in der Proklamation enthaltenen königlichen Zugeständnisse in Zusammenarbeit mit dem Landtag umzusetzen. Am 16. März 1848 folgten erneute Unruhen, denn Montez war nach der Verbannung wieder nach München gekommen. Ludwig musste sie am 17. März per Fahndungsaufruf polizeilich suchen lassen, was die für ihn schlimmste Demütigung war. Am 20. März 1848 dankte Ludwig I. zugunsten seines erstgeborenen Sohnes Maximilian freiwillig ab. Es lag somit an Ludwigs Nachfolger, der revolutionären Stimmung in Bayern zu begegnen und die versprochenen Reformen zu gewähren. Durch die Märzproklamation band der Vater seinen Sohn bereits an ein Programm, mit dessen Umsetzung er aus Bayern erst eine konstitutionelle Monarchie im eigentlichen Sinn machte. Man bezeichnet Ludwig I. deshalb als den letzten souverän regierenden Monarchen in Bayern. Am 20. März 1848 übernahm Maximilian nach der Abdankung seines Vaters die Regierungsgeschäfte. Trotz der längeren Zeit als Kronprinz erfolgte sein Regierungsantritt im Revolutionsjahr 1848 nun vollkommen unerwartet und überstürzt. Nach der Eidesleistung erklärte er in seiner Thronrede: „Ich bin stolz, mich einen konstitutionellen König zu nennen.“

### Innenpolitik

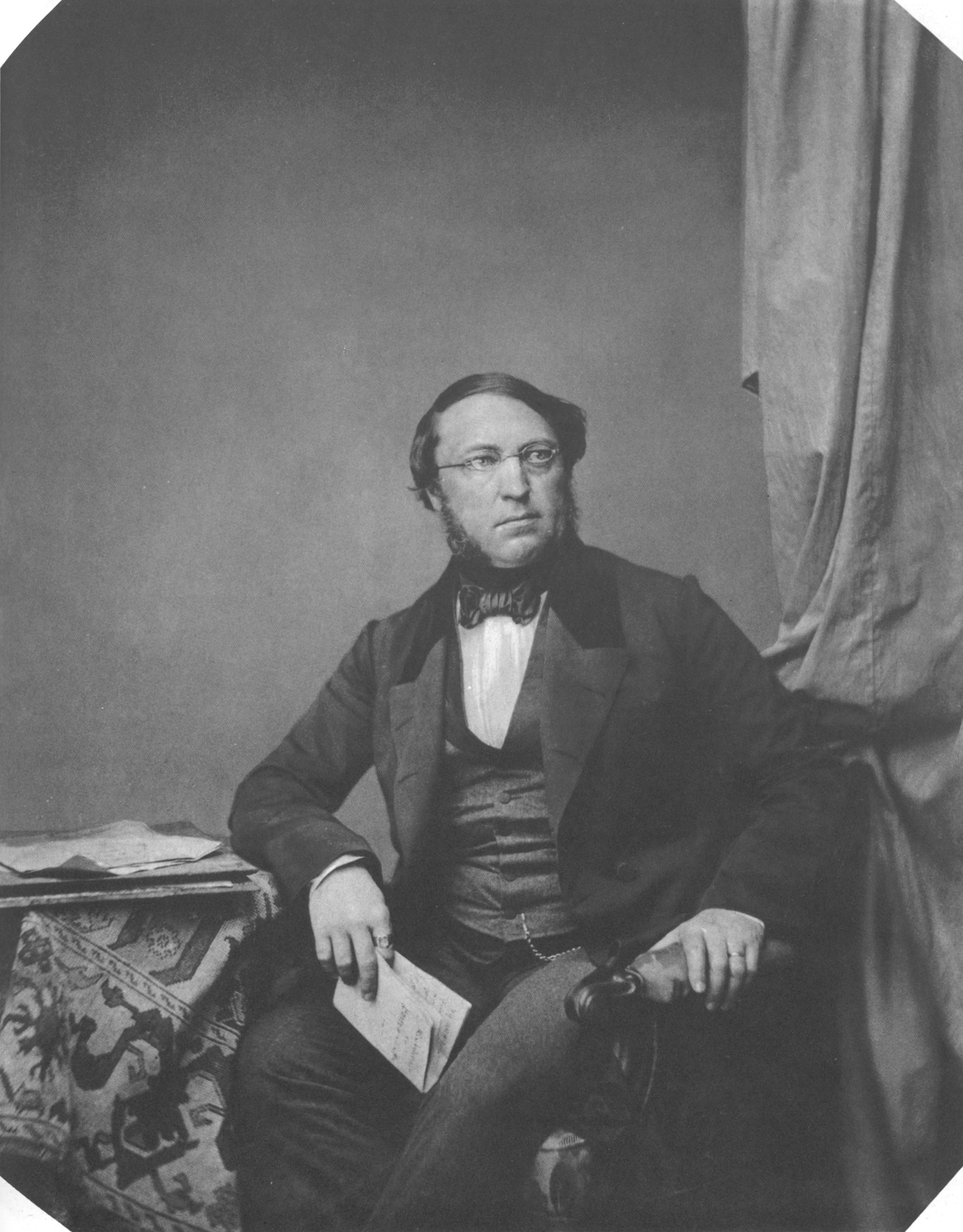
Der Staatsminister Ludwig von der Pfordten, Foto von F. Hanfstaengl

Kurz nach seinem Regierungsantritt gewährte König Maximilian eine Reform der Verfassung, die noch sein Vater zugestanden hatte. Unter seiner Regierung gab der Landtag dann liberale Reformen in den Bereichen Landtagswahlrecht, Pressezensur, Versammlungs- und Vereinsrecht sowie Gerichtswesen bekannt, ebenso die Bauernbefreiung. So galt seit 1848 das Prinzip der Ministerverantwortlichkeit und in der Justiz wurden Schwurgerichte eingeführt und die Mündlichkeit und Öffentlichkeit des Verfahrens verfügt. Es wurde ein neues Wahlgesetz verabschiedet, die Mitglieder der 2. Kammer wurden nicht mehr nach Berufsgruppen gewählt, und der Landtag erhielt das Recht zur Gesetzesinitiative. Die Umsetzung dieser Reformen nahm jedoch viel Zeit in Anspruch. Maximilians Vorhaben eines Gesetzes zur Judenemanzipation stieß auf starken Widerstand im Volk. 1849 wurde das Amt eines Vorsitzenden des Ministerrates geschaffen, welches in der Folge meist mit dem Amt des Außenministers verbunden war. Trotz der Erweiterung der Rechte des Landtags konnte Maximilian als letzter König von Bayern die entscheidende politische Initiative für die Krone noch behaupten.
Mit der Berufung des konservativen Ministers Ludwig von der Pfordten endete schon 1849 die Reformphase unter Maximilian II. Es kam in der Reaktionsära zu Versuchen zur Rücknahme von Reformen; so gelang es dem König 1852, den Eid der bayerischen Armee auf die Verfassung zu revidieren, und obwohl er die Verfassung noch achtete, durften sich ihre Freiheits- und Mitbestimmungsrechte nicht gegen das Königtum wenden. 1851 wurde die Errichtung von Spar-, Leih-, Krankenunterstützungs- und Pensionskassen bei Fabrikgründungen obligatorisch. Die 1850er Jahre brachten in Bayern den endgültigen Durchbruch zur Industrialisierung – wenn auch nur in einzelnen Regionen des Landes. Obgleich der König dem Fabrikwesen reserviert gegenüberstand, schuf er bereits im Jahre 1848 einen Unterstützungsfonds für industrielle Zwecke und mit dem Staatsministerium des Handels und der öffentlichen Arbeiten einen Vorläufer des späteren Wirtschaftsministeriums. Mehr noch als sein Vater zeigte sich König Maximilian aufgeschlossen für die sozialen Folgen der Industrialisierung. 1861 erfolgte mit der Abschaffung der alten Landgerichte die Trennung von Justiz und Verwaltung.
Für seine Regierungspolitik war das wiederholte Anfordern von Gutachten seiner Minister und der ihn umgebenden Gelehrten charakteristisch, wodurch Entscheidungen oft lange hinausgezögert wurden. Zudem befand sich Maximilian oft auf Reisen in Italien und Griechenland, wobei die Arbeit lange Zeit liegen blieb. Das Verhältnis zu seinem Vater, der seine Bautätigkeit weiter fortsetzte, war gespannt. Maximilian galt seinen Zeitgenossen als zögerlich und verschlossen. Der König war jedoch offen für die soziale Not der Arbeiterschaft. Dennoch war er beim Volk nicht sehr beliebt. Der König misstraute auch seinem Volk und fürchtete sich zeitlebens vor einem Umsturz, wie er 1848 gedroht hatte. In diesem Zusammenhang stehen die monatlich angeforderten Stimmungsberichte des Staatsministers des Innern, geheime Alarmpläne zahlreicher bayerischer Städte und sogar der Bau der als Zitadelle des Hofes gedachten riesigen Max-II-Kaserne in der Hauptstadt.

### Außenpolitik

Das Königreich Bayern (hellgrün) im Deutschen Bund (1815–1866)

Außenpolitisch versuchte er die Selbstständigkeit Bayerns im Deutschen Bund zu wahren. Die am 28. März 1849 von der Frankfurter Nationalversammlung beschlossene Reichsverfassung lehnte er ab. Dies löste den Pfälzischen Aufstand aus. Der König rief preußisches Militär zu Hilfe, und am 10. Juni 1849 marschierte auch ein bayerisches Armeekorps in der Pfalz ein, wodurch der Aufstand niedergeschlagen wurde. Zusammen mit seinem Minister Ludwig von der Pfordten betrieb Maximilian in den folgenden Jahren das Konzept der Trias-Politik. Dieses sah vor, die deutschen Mittelstaaten unter Führung Bayerns zur dritten Kraft neben den beiden Großmächten Preußen und Österreich zu entwickeln. Das Vierkönigsbündnis wurde am 27. Februar 1850 geschlossen, zwischen den Königreichen Bayern, Sachsen, Hannover und Württemberg. Vor diesem Hintergrund kam es dazu, dass Bayern das Projekt der Erfurter Union faktisch torpedierte. In der Herbstkrise 1850 stand Bayern daher an der Seite Österreichs und marschierte auch mit seinen Truppen in Kurhessen ein, wo bayerisch-österreichische und preußische Armeen einander gegenüberstanden. Bayerisch-österreichischen Besatzungstruppen, hielten von November 1850 bis zum Sommer 1851 im Rahmen einer Bundesintervention zur Durchsetzung der konservativen Konterrevolution Teile Kurhessens besetzt (Strafbayern).
Nach der Einigung zwischen Österreich und Preußen im Olmützer Vertrag im Dezember 1850 verlor die Trias-Konzeption in den Folgejahren an Bedeutung. Bayern und die übrigen deutschen Mittelmächte versuchten vergeblich, die Regierung in Wien zu einem Beitritt zum Deutschen Zollverein zu bewegen. Die von Maximilian initiierte Bamberger Konferenz während des Krimkrieges endete 1854 mit einem erheblichen diplomatischen Prestigeverlust für Bayern, da Österreich zwar neutral blieb aber den Deutschen Bund nicht konsultierte oder die Bedingungen der deutschen Mittelstaaten zur Kenntnis nahm. Das von Maximilians Bruder Otto regierte Griechenland war im Krimkrieg der russischen Seite beigetreten. Nachdem Österreich 1859 im Krieg gegen Frankreich und Sardinien-Piemont unterlegen gewesen war, schlug 1862 der österreichische Außenminister doch noch den Beitritt zum Deutschen Zollverein vor. Der preußische Ministerpräsident Otto von Bismarck brachte die Initiative jedoch zu Fall, indem er den Zollvereinsmitgliedern mit dem Austritt Preußens drohte. Die Würzburger Konferenzen brachten keine Reform des Deutschen Bundes. Auch der Frankfurter Fürstentag, an dem Maximilian teilnahm, scheiterte 1863. Bei der Eröffnung fehlte König Wilhelm I. von Preußen, obwohl Kaiser Franz Joseph von Österreich ihn eingeladen hatte. Im Februar 1864 brach dann der Deutsch-Dänische Krieg aus. Bis zuletzt zeigte sich die politische Ohnmacht Bayerns und des Deutschen Bundes gegenüber den Großmächten Österreich und Preußen.
Zu Beginn der Deutschen Einigungskriege stand Bayern noch abseits. In der Bundesversammlung führte das eigenmächtige Vorgehen der beiden deutschen Großmächte im Deutsch-Dänischen Krieg mehrmals zu Protesten der deutschen Mittelstaaten wegen Rechtswidrigkeitsbedenken. Die Königreiche Bayern und Sachsen verwehrten Österreich dann Truppentransporte durch ihre Territorien, so dass sie über Schlesien erfolgen mussten.
Auf Vorschlag des Königreich Bayerns richtete die Bundesversammlung des Deutschen Bundes am 21. Februar 1856 eine Kommission zur Erarbeitung eines Handelsgesetzbuches ein. König Maximilian II. soll dieses Vorhaben persönlich angeregt haben. Der damalige preußische Bundestagsgesandte Otto von Bismarck stimmte dabei entgegen den Anweisungen des preußischen Ministerpräsidenten Otto Theodor von Manteuffel nicht gegen den bayerischen Antrag.

### Kulturpolitik

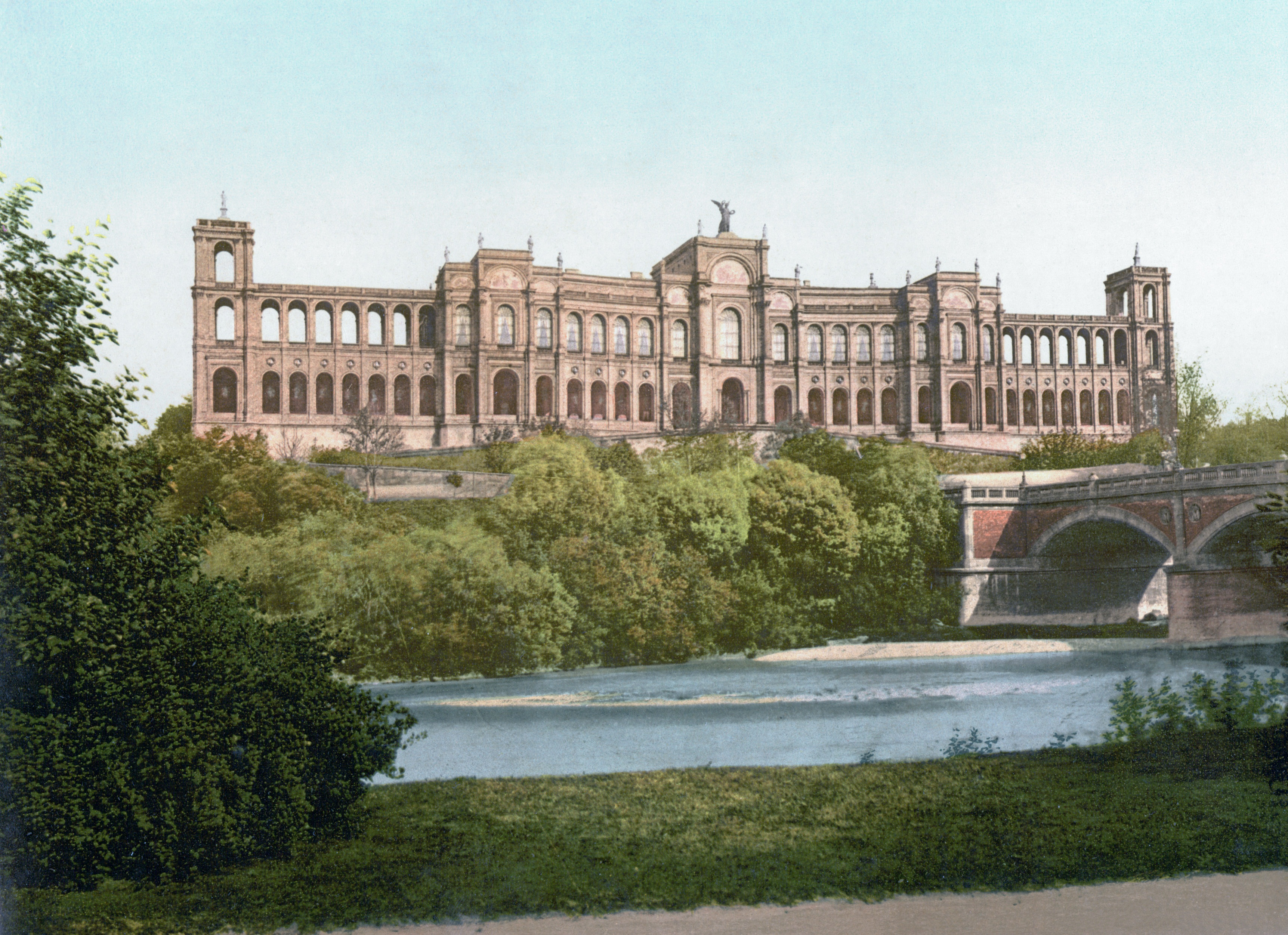
Das Maximilianeum in München

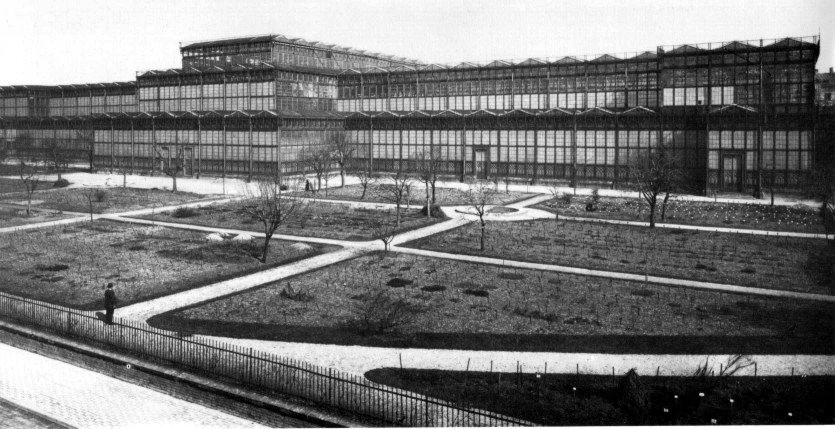
Der Glaspalast in München

Der König war ein Förderer von Wissenschaft und Kunst und für die technischen Neuerungen seiner Zeit war er aufgeschlossen. Die Berufung berühmter Professoren – der sogenannten „Nordlichter“ – an die Ludwig-Maximilians-Universität München festigte Münchens Ruf als Universitätsstadt, sorgte aber auch für Ängste bei der eher konservativen Bevölkerung, da die meisten Berufenen protestantisch und eher liberaler Gesinnung waren.
Besonders bemüht war er um die Förderung der Geschichtswissenschaft nach preußischem Vorbild in Bayern. So hielt sich vom 25. September bis 13. Oktober 1854 sein akademischer Lehrer Leopold von Ranke auf Einladung des Königs in dessen Sommerresidenz zu Berchtesgaden auf. Das Fach Geschichte sollte, ganz dem damaligen Zeitgeist entsprechend, nach dem Willen Maximilians II. an allen drei Landesuniversitäten Erlangen, München und Würzburg sowie an den Schulen im gesamten Königreich deutlich mehr Gewicht bekommen. Mit Hilfe seines Beraters und Ranke-Schülers Heinrich von Sybel, der auch Professor für Geschichte an der Münchener Universität war, sollten an den Landesuniversitäten Historische Seminare gegründet werden. An der Universität Erlangen erfolgte die Seminargründung in anfänglicher enger Kooperation mit Heinrich von Sybel durch den Historiker Karl Hegel.
Am 20. August 1858 wurde die von Maximilian II. persönlich besonders unterstützte Historische Kommission bei der Bayerischen Akademie der Wissenschaften in München konstituiert. 1855 gründete der König das Bayerische Nationalmuseum. 1851 hatte der König die Great Exhibition in London besucht und die Anfänge des South Kensington Museums erlebt. 1853 legte in seinem Auftrag Archivdirektor Karl Maria von Aretin, der eine großangelegte Publikation der Kunstdenkmale des bayerischen Herrscherhauses vorbereitete, Pläne für die Errichtung eines eigenen Wittelsbacher Museums vor. Den endgültigen Namen „Bayerisches Nationalmuseum“ bestimmte der Monarch in einem persönlichen Brief vom 30. Juni 1855. Seit 1854 führte der König überdies wöchentlich mit der geistigen Elite Münchens und den sogenannten „Nordlichtern“ (u. a. Justus von Liebig, Emanuel Geibel, Paul Heyse) Symposien durch. Er ist auch der Gründer des Maximilianeums, einer bayerischen Hochbegabtenstiftung, in dessen Gebäude heute der Bayerische Landtag residiert.
Unter König Maximilian änderte sich der Baustil für königliche Bauprojekte grundlegend. Viele Bauwerke in München, aber auch außerhalb der Hauptstadt, entstanden nun im neogotischen Maximilianstil, etwa die Maximilianstraße unter Leitung des Architekten Friedrich Bürklein. Auch wurden als damals neuartige Glas-Gusseisen-Konstruktionen ausgeführt, wie der Glaspalast (von August von Voit entworfen).
Trotz seiner Distanz letztlich volksverbunden und heimatliebend, suchte er jedoch auch Kunst und Brauchtum des Volkes zu fördern, um zudem ein bayerisches Nationalgefühl gegen die deutschen Einigungsbestrebungen zu setzen. So unterstützte er bayerische Trachten, Bräuche, Volksmusik und Sitten. Der König band sogar Trachtenträger offiziell in sein Hofzeremoniell ein, trug selbst Trachtenjanker mit Lederhosen bei der Jagd und schrieb 1849, dass er in der Erhaltung der Volkstrachten für das Nationalgefühl eine „große Wichtigkeit“ sehe. Seither war die Tracht in München hoffähig. Auch verbot der König bei Paraden Märsche nach Motiven aus italienischen Opern, bayerische Volkslieder sollten das Trio der Militärmärsche bilden. In den Sommern 1849 und 1855 bereiste er sein Königreich. Vom 24. Juni bis 27. Juli 1858 unternahm er eine Fußreise durch sein Land, die in Lindau begann. Wegen des häufigen Regens musste er jedoch mehrmals die mitgeführte Karosse benutzen.

## Tod und Nachfolge

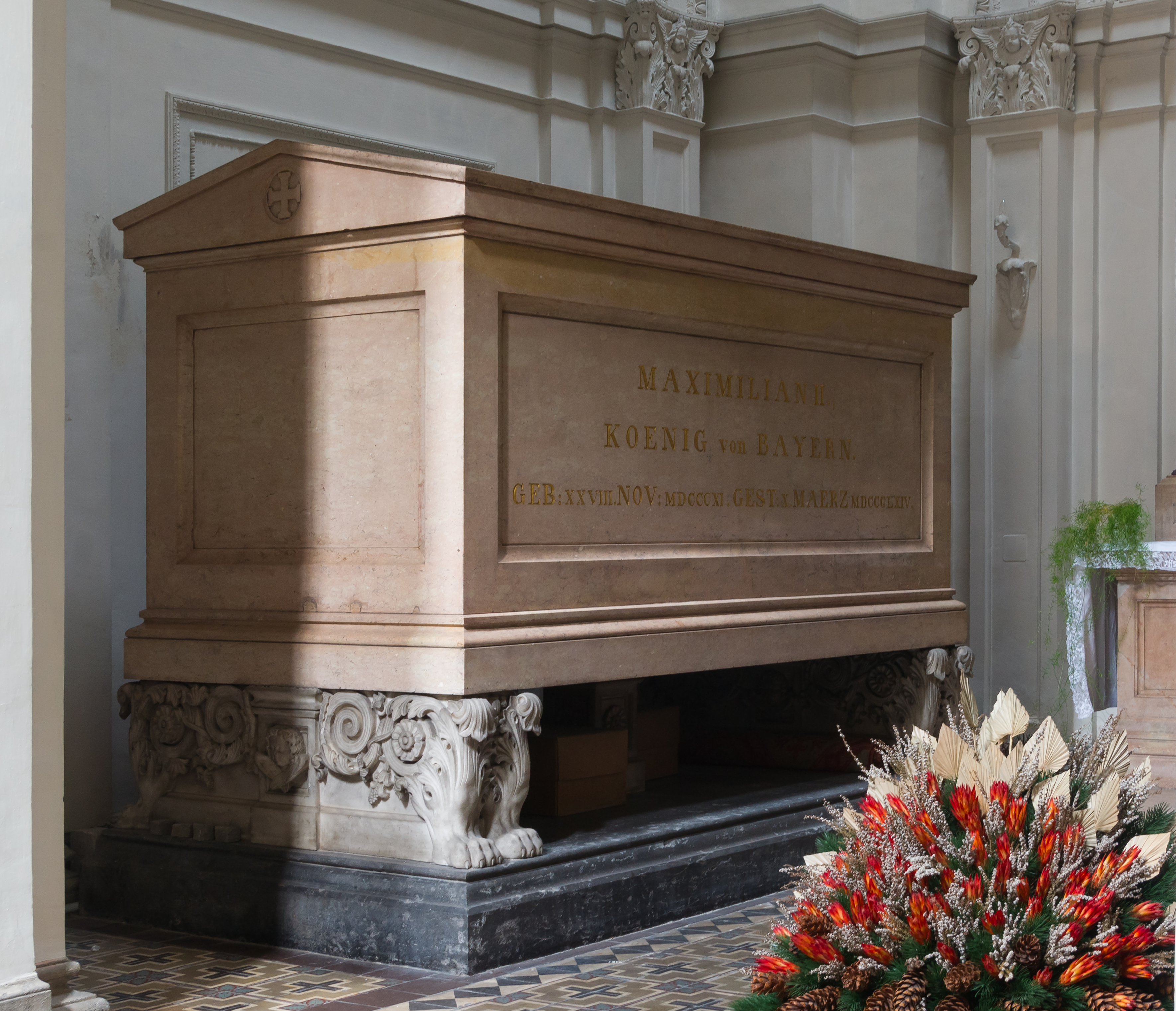
Die Grabstätte Maximilians II. in der Theatinerkirche München

Der König litt zeit seines Lebens an Kopfschmerzen; eine Typhuserkrankung im Jahre 1835 hatte ihn nachhaltig geschwächt. Noch im Herbst 1863 reiste er wieder nach Italien und Südfrankreich, um sich dort Linderung zu verschaffen, bevor ihn die Krise um Schleswig-Holstein zurückrief. Maximilian starb im März 1864 nach einer nur drei Tage dauernden heftigen Krankheit. Die Mediziner erklärten diese als eine rasch sich ausbreitende Rotlauferkrankung auf der Brust. Er wurde in der Theatinerkirche in einer Seitenkapelle beigesetzt. Sein Herz wurde getrennt bestattet und befindet sich in der Gnadenkapelle von Altötting.
Als Maximilian starb, war der jugendliche Thronfolger Ludwig nur unzureichend an seine zukünftigen Aufgaben herangeführt, was nicht nur am Alter, sondern auch am distanzierten Verhältnis zwischen Vater und Sohn lag. Wie aus der Erinnerung von Franz von Pfistermeister, dem langjährigen Kabinettssekretär, zu entnehmen war, bereitete es dem König viel Mühe, seinen älteren Sohn zu seinem Morgenspaziergang mitzunehmen. Er tat es nur einige Male, denn er wusste nicht, „worüber er sich mit ihm unterreden“ sollte.
Maximilian hatte sich am 23. Januar 1842 mit der Prinzessin Marie Friederike von Preußen (1825–1889) verlobt, Tochter des Prinzen Friedrich Wilhelm Karl von Preußen und seiner Gattin Maria Anna Amalie von Hessen-Homburg. Aus der am 12. Oktober 1842 in München geschlossenen Ehe gingen zwei Söhne hervor, die ihm nacheinander als Könige von Bayern nachfolgten:
- Ludwig Otto Friedrich Wilhelm (1845–1886), 1867 Verlobung mit der Prinzessin Sophie in Bayern (1847–1897), als Ludwig II. König von Bayern
- Otto Wilhelm Luitpold (1848–1916), als Otto I. König von Bayern

## Denkmäler und Ehrungen

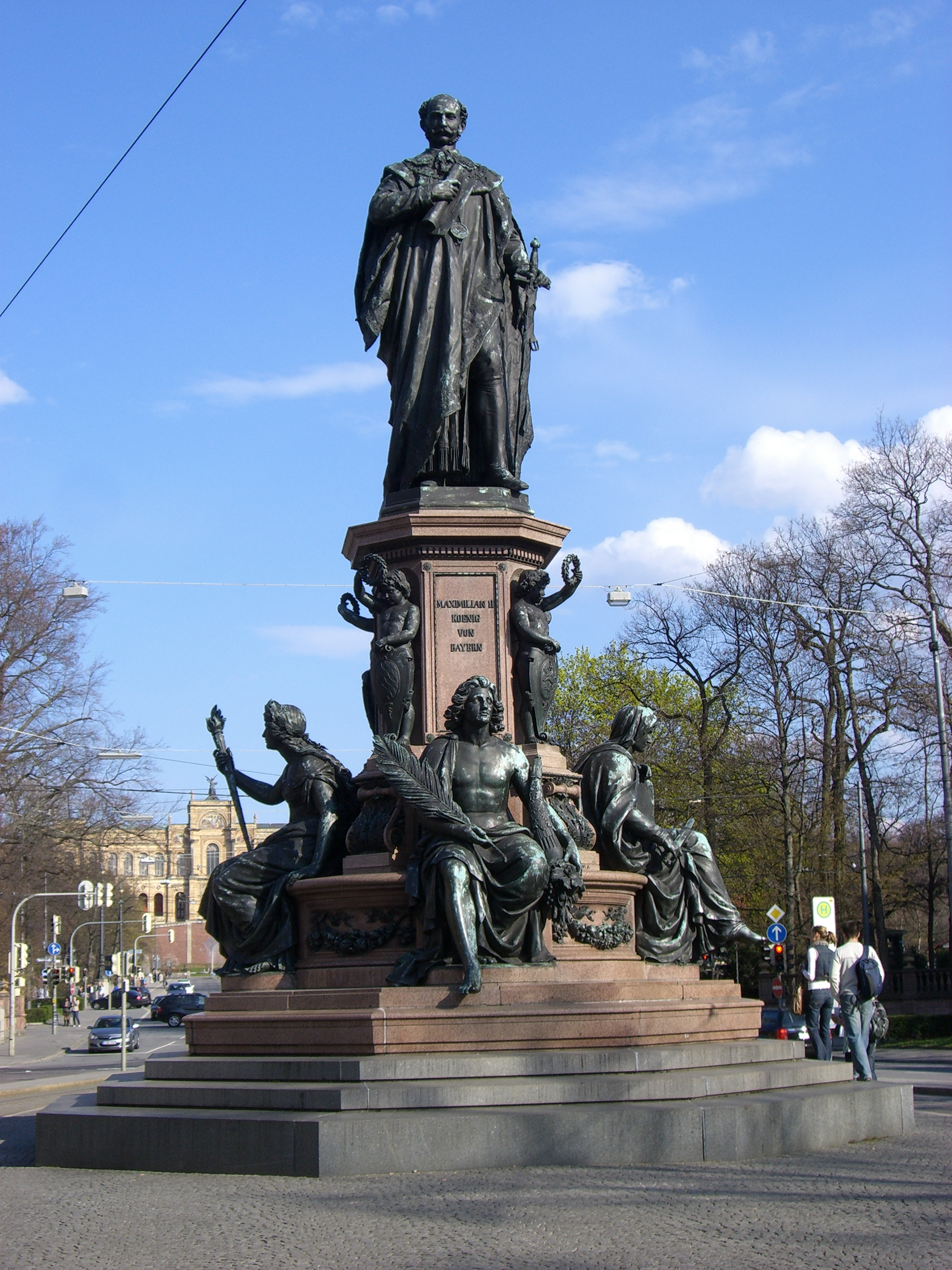
Das Maxmonument in München

In München erinnern u. a. die Prachtstraße Maximilianstraße (mit dem Maxmonument) und das Maximilianeum an den König. Die ehemalige Maximilian-II-Kaserne wurde ebenfalls nach ihm benannt.
Die Ortschaft Maximiliansau und die berühmte Heilquelle der Kurstadt Bad Dürkheim, in der ehemals bayerischen Rheinpfalz, erhielten ihre Namen nach König Maximilian II. Joseph; ebenso der Marktplatz von Tirschenreuth, das Stahlwerk Maxhütte in Sulzbach-Rosenberg, sowie die von dieser abgeteuften Zeche Maximilian im westfälischen Hamm-Werries.
Im Jahr 1853 begründete Maximilian II. den Maximiliansorden für Wissenschaft und Kunst, der – nach einer Unterbrechung zwischen 1933 und 1980 – bis heute als höchste bayerische Auszeichnung verliehen wird.
In Kellberg (Thyrnau) bei Passau im Bayerischen Wald gibt es auf der König-Max-Höhe einen errichteten Gedenkstein als Erinnerung an den Besuch des Bayerischen Königs im Jahre 1852. Der Stein wurde zu Ehren seiner Majestät 1878 von Lorenz Kronawitta gestiftet.

## Ahnentafel
| Ahnentafel König Maximilian II. Joseph von Bayern  | Ahnentafel König Maximilian II. Joseph von Bayern                                                                        | Ahnentafel König Maximilian II. Joseph von Bayern                                                                        | Ahnentafel König Maximilian II. Joseph von Bayern                                                                         | Ahnentafel König Maximilian II. Joseph von Bayern                                                                         | Ahnentafel König Maximilian II. Joseph von Bayern                                                                                | Ahnentafel König Maximilian II. Joseph von Bayern                                                                                | Ahnentafel König Maximilian II. Joseph von Bayern                                                                            | Ahnentafel König Maximilian II. Joseph von Bayern                                                                            |
| -------------------------------------------------- | --- | --- | --- | --- | --- | --- | --- | --- |
| Ururgroßeltern                                     | Herzog Christian III. von Pfalz-Zweibrücken (1674–1735) ⚭ 1719 Karoline von Nassau-Saarbrücken (1704–1774)               | Joseph Karl von Pfalz-Sulzbach (1694–1729) ⚭ 1717 Elisabeth Auguste Sofie von der Pfalz (1693–1728)                      | Landgraf Ludwig VIII. von Hessen-Darmstadt (1691–1768) ⚭ 1717 Charlotte von Hanau-Lichtenberg (1700–1726)                 | Graf Christian Carl Reinhard von Leiningen-Dagsburg (1695–1766) ⚭ 1726 Katharina Polyxena von Solms-Rödelheim (1702–1765) | Herzog Ernst Friedrich II. von Sachsen-Hildburghausen (1707–1745) ⚭ 1726 Caroline von Erbach (1700–1758)                         | Herzog Ernst August I. von Sachsen-Weimar-Eisenach (1688–1748) ⚭ 1734 Sophie Charlotte von Brandenburg-Bayreuth (1713–1747)      | Karl zu Mecklenburg (1708–1752) ⚭ 1735 Elisabeth Albertine von Sachsen-Hildburghausen (1713–1761)                            | Georg Wilhelm von Hessen-Darmstadt (1722–1782) ⚭ 1748 Maria Luise Albertine zu Leiningen-Dagsburg-Falkenburg (1729–1818)     |
| Urgroßeltern                                       | Herzog Friedrich Michael von Pfalz-Birkenfeld (1724–1767) ⚭ 1746 Maria Franziska Dorothea von Pfalz-Sulzbach (1724–1794) | Herzog Friedrich Michael von Pfalz-Birkenfeld (1724–1767) ⚭ 1746 Maria Franziska Dorothea von Pfalz-Sulzbach (1724–1794) | Georg Wilhelm von Hessen-Darmstadt (1722–1782) ⚭ 1748 Maria Luise Albertine von Leiningen-Dagsburg-Falkenburg (1729–1818) | Georg Wilhelm von Hessen-Darmstadt (1722–1782) ⚭ 1748 Maria Luise Albertine von Leiningen-Dagsburg-Falkenburg (1729–1818) | Herzog Ernst Friedrich III. Carl von Sachsen-Hildburghausen (1727–1780) ⚭ 1758 Ernestine von Sachsen-Weimar-Eisenach (1740–1786) | Herzog Ernst Friedrich III. Carl von Sachsen-Hildburghausen (1727–1780) ⚭ 1758 Ernestine von Sachsen-Weimar-Eisenach (1740–1786) | Großherzog Karl zu Mecklenburg-Strelitz (1741–1816) ⚭ 1768 Friederike Caroline Luise von Hessen-Darmstadt (1752–1782)        | Großherzog Karl zu Mecklenburg-Strelitz (1741–1816) ⚭ 1768 Friederike Caroline Luise von Hessen-Darmstadt (1752–1782)        |
| Großeltern                                         | König Maximilian I. Joseph (1756–1825) ⚭ 1785 Auguste Wilhelmine von Hessen-Darmstadt (1765–1796)                        | König Maximilian I. Joseph (1756–1825) ⚭ 1785 Auguste Wilhelmine von Hessen-Darmstadt (1765–1796)                        | König Maximilian I. Joseph (1756–1825) ⚭ 1785 Auguste Wilhelmine von Hessen-Darmstadt (1765–1796)                         | König Maximilian I. Joseph (1756–1825) ⚭ 1785 Auguste Wilhelmine von Hessen-Darmstadt (1765–1796)                         | Herzog Friedrich von Sachsen-Hildburghausen (1763–1834) ⚭ 1785 Charlotte Georgine Luise von Mecklenburg-Strelitz (1769–1818)     | Herzog Friedrich von Sachsen-Hildburghausen (1763–1834) ⚭ 1785 Charlotte Georgine Luise von Mecklenburg-Strelitz (1769–1818)     | Herzog Friedrich von Sachsen-Hildburghausen (1763–1834) ⚭ 1785 Charlotte Georgine Luise von Mecklenburg-Strelitz (1769–1818) | Herzog Friedrich von Sachsen-Hildburghausen (1763–1834) ⚭ 1785 Charlotte Georgine Luise von Mecklenburg-Strelitz (1769–1818) |
| Eltern                                             | König Ludwig I. (1786–1868) ⚭ 1810 Therese von Sachsen-Hildburghausen (1792–1854)                                        | König Ludwig I. (1786–1868) ⚭ 1810 Therese von Sachsen-Hildburghausen (1792–1854)                                        | König Ludwig I. (1786–1868) ⚭ 1810 Therese von Sachsen-Hildburghausen (1792–1854)                                         | König Ludwig I. (1786–1868) ⚭ 1810 Therese von Sachsen-Hildburghausen (1792–1854)                                         | König Ludwig I. (1786–1868) ⚭ 1810 Therese von Sachsen-Hildburghausen (1792–1854)                                                | König Ludwig I. (1786–1868) ⚭ 1810 Therese von Sachsen-Hildburghausen (1792–1854)                                                | König Ludwig I. (1786–1868) ⚭ 1810 Therese von Sachsen-Hildburghausen (1792–1854)                                            | König Ludwig I. (1786–1868) ⚭ 1810 Therese von Sachsen-Hildburghausen (1792–1854)                                            |
| König Maximilian II. Joseph von Bayern (1811–1864) | | | | | | | | |